# Autographa rufa
Autographa rufa är en fjärilsart som beskrevs av Ruggero Verity. Autographa rufa ingår i släktet Autographa och familjen nattflyn. Inga underarter finns listade i Catalogue of Life.